# Ғ
Ғ, ғ – litera cyrylicy występująca w kilku językach tureckich dla oddania dźwięku [ɣ], często też wymawianego jako [ʁ].

## Użycie
- Język baszkirski – piąta litera alfabetu
- Język tadżycki – piąta litera alfabetu
- Język kazachski – szósta litera alfabetu

Litera Ғ też była używana w języku azerskim oraz uzbeckim, gdy był dla ich zapisu używany alfabet cyrylicki. Odpowiednikiem tej litery we współczesnym alfabecie azerskim jest ğ, w uzbeckim g‘.

## Kodowanie
| Znak                   | Ғ                                       | Ғ                                       | ғ                                     | ғ                                     |
| ---------------------- | --------------------------------------- | --------------------------------------- | ------------------------------------- | ------------------------------------- |
| Nazwa w Unikodzie      | CYRILLIC CAPITAL LETTER GHE WITH STROKE | CYRILLIC CAPITAL LETTER GHE WITH STROKE | CYRILLIC SMALL LETTER GHE WITH STROKE | CYRILLIC SMALL LETTER GHE WITH STROKE |
| Kodowanie              | dziesiątkowo                            | szesnastkowo                            | dziesiątkowo                          | szesnastkowo                          |
| Unicode                | 1170                                    | U+0492                                  | 1171                                  | U+0493                                |
| UTF-8                  | 210 146                                 | d2 92                                   | 210 147                               | d2 93                                 |
| Odwołania znakowe SGML | &#1170;                                 | &#x0492;                                | &#1171;                               | &#x0493;                              |